# Coralliophaga coralliophaga
Coralliophaga coralliophaga is een tweekleppigensoort uit de familie van de Trapezidae. De wetenschappelijke naam van de soort is voor het eerst geldig gepubliceerd in 1791 door Gmelin.